# Робін Гуд з Ельдорадо
Робін Гуд з Ельдорадо (англ. The Robin Hood of El Dorado) — американська історична мелодрама режисера Вільяма А. Веллмена 1936 року.

## Сюжет
У 1840 році Мексика поступилася Каліфорнії і приплив божевільних золотошукачів американців робить все, щоб життя для мексиканського населення стало нестерпним. Фермер Хоакін Мерріета мстить за приниження своєї дружини чотирьом американцям, які її жорстоко зґвалтували. Нагорода за нього збільшується після того, як Хоакін вбиває чоловіків, які скоїли жорстокий злочин. Незабаром він піднімає армію незадоволених мексиканців і продовжує свою війну проти американців.

## У ролях
- Ворнер Бакстер — Хоакін Мерріета
- Енн Лорінг — сеньйоріта Хуаніта де-ла-Куеста
- Брюс Кебот — Білл Воррен
- Марго — Роза Ф. де Мерріета
- Дж. Керолл Нейш — Фінджеред Джек
- Соледад Хіменес — Мадре Мерріета
- Карлос Де Валдез — Джозе Мерріета
- Ерік Лінден — Джонні «Джек» Воррен
- Едгар Кеннеді — шериф Джадд
- Чарльз Троубрідж — Рамон де-ла-Куеста